# جيمس كروفورد نيلسون
جيمس كروفورد نيلسون (بالإنجليزية: James Crawford Neilson)‏ هو مهندس معماري أمريكي، ولد في 14 أكتوبر 1816 في بالتيمور في الولايات المتحدة، وتوفي في 21 ديسمبر 1900 في مقاطعة هارفورد في الولايات المتحدة.